# يوهان فونلانتين
يوهان فونلانتين (بالإسبانية: Johan Vonlanthen)‏، من مواليد 1 فبراير 1986 في سانتا مارتا في كولمبيا، لاعب كرة قدم سويسري.
بدأ مسيرته الكروية مع نادي بي أس كي يونغ بويز في عام 2001، ولعب معهم حتى عام 2003، وشارك معهم في 37 مباراة وسجل 6 أهداف، وفي موسم 2003/2004 لعب مع نادي بي أس في آيندهوفن الهولندي، وشارك معهم في 29 مباراة وسجل 6 أهداف، وأعير في عام 2005 إلى نادي بريشا الإيطالي، ولعب معهم 9 مباريات، وأعير في موسم 2005/2006 إلى نادي ناك بريدا، ولعب معهم 32 مباراة وسجل 6 أهداف، ومنذ عام 2006 وهو يلعب مع نادي رد بول سالزبروغ.
و قد بدأ باللعب مع منتخب سويسرا لكرة القدم في عام 2004.

## وصلات خارجية
- يوهان فونلانتين على موقع قاعدة بيانات كرة القدم.إي يو (الإنجليزية)
- يوهان فونلانتين على موقع ناشيونال فوتبول تيمز (الإنجليزية)
- يوهان فونلانتين على موقع Soccerbase.com (لاعب) (الإنجليزية)
- يوهان فونلانتين على موقع Soccerway.com (الإنجليزية)
- يوهان فونلانتين على موقع عالم كرة القدم.نت (الإنجليزية)